# Gorleston-on-Sea
Gorleston-on-Sea, kurz Gorleston, ist neben Great Yarmouth die östlichste Stadt der Grafschaft Norfolk in Großbritannien und ein Seebadeort an der Nordsee.

## Geschichte
Die Stadt liegt, vom in Nord-Süd-Richtung verlaufenden Fluss Yare getrennt, südlich und westlich von Great Yarmouth und gehört seit 1974 zum Borough of Great Yarmouth. Ihre Geschichte ist älter als die des größeren Nachbarortes im Norden. Im Domesday Book ist die Stadt als Lehen des Grafen Guert erwähnt, mit Salzpfannen zur Salzgewinnung aus dem Meer. Zwei Landsitze gab es im Mittelalter, Gorleston Manor und Bacons Manor. 1511 wurde der Ort mit dem Dorf Southtown vereint. Verwaltungstechnisch gehört Southtown seit 1681 zu Great Yarmouth, kirchlich weiterhin zu Gorleston-on-Sea. Im Gesetz von 1832 wurde Gorleston-on-Sea wahlpolitisch in den Verwaltungsbezirk von Great Yarmouth eingegliedert, obgleich es bis 1891 zu Suffolk gehörte. Im 19. und 20. Jahrhundert war es ein wichtiges Zentrum der Heringsfischerei. Heute leben die Einwohner hauptsächlich von der Ölindustrie in der Nordsee und vom Tourismus. In den Zeiten Eduards VII. war es ein vornehmes, gut besuchtes Seebad, dessen Atmosphäre heute noch spürbar ist. Es besaß bis Mai 1970 insgesamt drei Bahnhöfe, die 1942 (Nordbahnhof) und 1970 mit Aufgabe der Strecke geschlossen wurden. Es gibt eine große Bibliothek, dessen Vorgängerbau 1904 von Andrew Carnegie gestiftet wurde, und einen Golfklub im Süden des Ortes. Das „James Paget Hospital“ ist ein bedeutendes Gesundheitszentrum für die Region. Zwei Leuchttürme sichern den Schiffsverkehr.

## Persönlichkeiten
- Peter Simpson (* 1945), Fußballspieler
- Myleene Klass (* 1978), Schauspielerin, Moderatorin, Sängerin und Model
- Hannah Spearritt (* 1981), Schauspielerin und Sängerin
- Aston Oxborough (* 1998), Fußballtorhüter